# Lista planetelor minore: 108001–109000
| Nume                                                | Denumire provizorie                                 | Data descoperirii                                   | Locul descoperirii                                  | Descoperitor(i)                                     |                                                     |                                                     |                                                     |                                                     |                                                     |                                                     |                                                     |                                                     |                                                     |                                                     |                                                     |                                                     |                                                     |                                                     |                                                     |                                                     |                                                     |                                                     |                                                     |                                                     |                                                     |                                                     |                                                     |                                                     |                                                     |                                                     |                                                     |                                                     |                                                     |                                                     |                                                     |                                                     |                                                     |                                                     |                                                     |                                                     |                                                     |                                                     |                                                     |                                                     |                                                     |                                                     |                                                     |                                                     |                                                     |
| 108001–108100 Lista planetelor minore/108001–108100 | 108001–108100 Lista planetelor minore/108001–108100 | 108001–108100 Lista planetelor minore/108001–108100 | 108001–108100 Lista planetelor minore/108001–108100 | 108001–108100 Lista planetelor minore/108001–108100 | 108101–108200 Lista planetelor minore/108101–108200 | 108101–108200 Lista planetelor minore/108101–108200 | 108101–108200 Lista planetelor minore/108101–108200 | 108101–108200 Lista planetelor minore/108101–108200 | 108101–108200 Lista planetelor minore/108101–108200 | 108201–108300 Lista planetelor minore/108201–108300 | 108201–108300 Lista planetelor minore/108201–108300 | 108201–108300 Lista planetelor minore/108201–108300 | 108201–108300 Lista planetelor minore/108201–108300 | 108201–108300 Lista planetelor minore/108201–108300 | 108301–108400 Lista planetelor minore/108301–108400 | 108301–108400 Lista planetelor minore/108301–108400 | 108301–108400 Lista planetelor minore/108301–108400 | 108301–108400 Lista planetelor minore/108301–108400 | 108301–108400 Lista planetelor minore/108301–108400 | 108401–108500 Lista planetelor minore/108401–108500 | 108401–108500 Lista planetelor minore/108401–108500 | 108401–108500 Lista planetelor minore/108401–108500 | 108401–108500 Lista planetelor minore/108401–108500 | 108401–108500 Lista planetelor minore/108401–108500 | 108501–108600 Lista planetelor minore/108501–108600 | 108501–108600 Lista planetelor minore/108501–108600 | 108501–108600 Lista planetelor minore/108501–108600 | 108501–108600 Lista planetelor minore/108501–108600 | 108501–108600 Lista planetelor minore/108501–108600 | 108601–108700 Lista planetelor minore/108601–108700 | 108601–108700 Lista planetelor minore/108601–108700 | 108601–108700 Lista planetelor minore/108601–108700 | 108601–108700 Lista planetelor minore/108601–108700 | 108601–108700 Lista planetelor minore/108601–108700 | 108701–108800 Lista planetelor minore/108701–108800 | 108701–108800 Lista planetelor minore/108701–108800 | 108701–108800 Lista planetelor minore/108701–108800 | 108701–108800 Lista planetelor minore/108701–108800 | 108701–108800 Lista planetelor minore/108701–108800 | 108801–108900 Lista planetelor minore/108801–108900 | 108801–108900 Lista planetelor minore/108801–108900 | 108801–108900 Lista planetelor minore/108801–108900 | 108801–108900 Lista planetelor minore/108801–108900 | 108801–108900 Lista planetelor minore/108801–108900 | 108901–109000 Lista planetelor minore/108901–109000 | 108901–109000 Lista planetelor minore/108901–109000 | 108901–109000 Lista planetelor minore/108901–109000 | 108901–109000 Lista planetelor minore/108901–109000 | 108901–109000 Lista planetelor minore/108901–109000 |
| --------------------------------------------------- | --------------------------------------------------- | --------------------------------------------------- | --------------------------------------------------- | --------------------------------------------------- | --------------------------------------------------- | --------------------------------------------------- | --------------------------------------------------- | --------------------------------------------------- | --------------------------------------------------- | --------------------------------------------------- | --------------------------------------------------- | --------------------------------------------------- | --------------------------------------------------- | --------------------------------------------------- | --------------------------------------------------- | --------------------------------------------------- | --------------------------------------------------- | --------------------------------------------------- | --------------------------------------------------- | --------------------------------------------------- | --------------------------------------------------- | --------------------------------------------------- | --------------------------------------------------- | --------------------------------------------------- | --------------------------------------------------- | --------------------------------------------------- | --------------------------------------------------- | --------------------------------------------------- | --------------------------------------------------- | --------------------------------------------------- | --------------------------------------------------- | --------------------------------------------------- | --------------------------------------------------- | --------------------------------------------------- | --------------------------------------------------- | --------------------------------------------------- | --------------------------------------------------- | --------------------------------------------------- | --------------------------------------------------- | --------------------------------------------------- | --------------------------------------------------- | --------------------------------------------------- | --------------------------------------------------- | --------------------------------------------------- | --------------------------------------------------- | --------------------------------------------------- | --------------------------------------------------- | --------------------------------------------------- | --------------------------------------------------- |

| Predecesor: 107001–108000 | Lista planetelor minore 108001–109000 Semnificații ale numelor: 108001–109000 | Succesor: 109001–110000 |